# Condado de Kitsap
El condado de Kitsap es uno de los 39 condados del estado de Washington. Hacia el año 2000, su población llegaba a 231'969 habitantes. La sede del condado es Port Orchard.
La Marina de los Estados Unidos (United States Navy, en inglés) tiene una gran importancia para este condado, pues da trabajo a gran parte de su población. De hecho, hay varias instalaciones navales: Puget Sound Naval Shipyard, Naval Undersea Warfare Center Keyport, y la Base Naval de Kitsap

## Situación geográfica
Este condado se encuentra en la llamada "Península de Kitsap", también conocida como "Península India" o "Gran Península" y forma parte del Estado de Washington.

## Datos estadísticos
Este Condado incluye una superficie total de 1466 kilómetros cuadrados, de los cuales 1026 km² son de tierra y 440 km son agua. Su población en el año 2000 llegaba 231,969 habitantes. Kitsap tiene una densidad de 226 habitantes por kilómetro cuadrado.

## Comunidades reconocidas por el censo

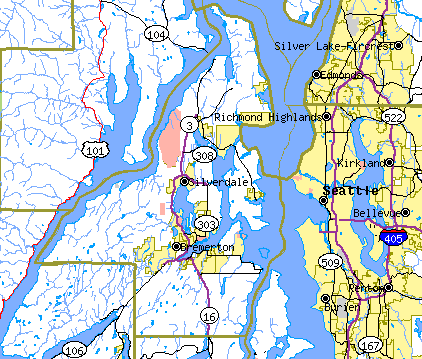
Mapa del condado de Kitsap y sus áreas limítrofes

- Bainbridge Island
- Bangor
- Bethel
- Bremerton
- East Port Orchard
- Enetai
- Erlands Point-Kitsap Lake
- Indianola
- Kingston
- Lofall
- Manchester
- Meadowdale
- Navy Yard City
- Parkwood
- Port Gamble Tribal Community
- Port Orchard
- Poulsbo
- Rocky Point
- Silverdale
- Suquamish
- Tracyton

## Otras comunidades
| - Annapolis - Breidablick - Brownsville - Burley - Camp Union - Central Valley - Chico - Colby - Colchester - Crosby - East Bremerton - Eglon - Enetai - Fernwood - Forest City - Fragaria - Gilberton - Gorst - Hansville - Harper | - Holly - Horseshoe Lake - Illahee - Island Lake - Kariotis - Keyport - Lake Holiday - Lemolo - Little Boston - Lofall - Long Lake - Maple Beach - Marine Drive - Miami Beach - Olalla - Olalla Valley - Olympic Valley - Orchard Heights - Overlook - Pearson | - Retsil - Sandy Hook Park - Scandia - Seabeck - Sheridan Park - South Colby - South Park Village - Southworth - View Park - Virginia - Waterman - Wautauga Beach - West Hills - West Park - Wildcat Lake - Winslow (antigua ciudad, ahora parte de la incorporada Bainbridge Island) - Wye Lake |  |

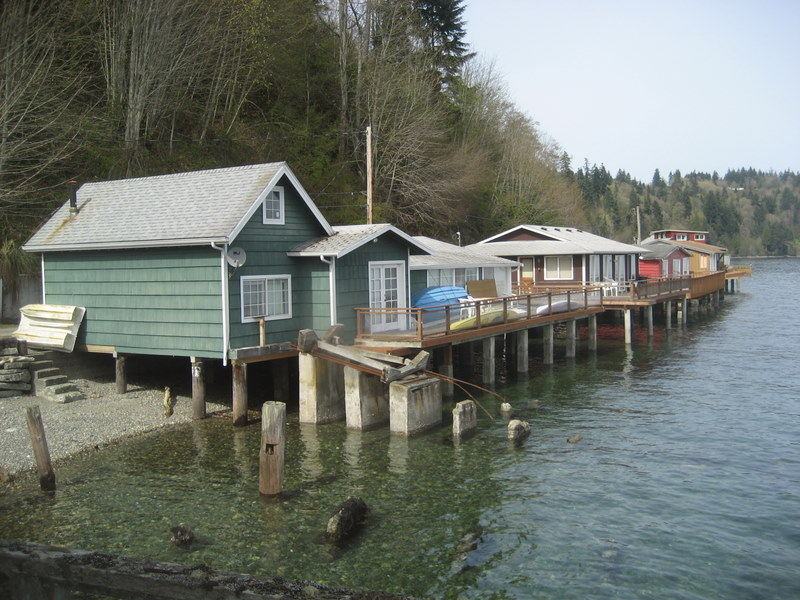
Beach Cottages en Fragaria junto con Colvos Passage en el condado de Kitsap.